# Fammi luce - Milva ha incontrato Shinji
Fammi luce - Milva ha incontrato Shinji è un album discografico della cantante italiana Milva, pubblicato nel 1996 dalla Agorá.

## Descrizione
Nel 1996 Milva incide un album prodotto da Kenji Arai, che vede l'artista collaborare con il giapponese Shinji Tanimura, cantante, compositore e personalità televisiva, presente con la voce in due brani eseguiti in duetto.
Per l'adattamento italiano dei testi il disco si avvale di Maurizio Piccoli e della fidata produzione di Natale Massara. Il disco segna un'ulteriore sperimentazione per la cantante, che si addentra nei territori della musica pop giapponese, con le consuete atmosfere di intenso lirismo e drammaticità.
Anche in questo caso si tratta di brani dalla forte connotazione metaforica.

## Edizioni
Il disco viene pubblicato in CD nel 1996 solo in Giappone con il titolo Fammi luce - Milva ha incontrato Shinji, e con lo stesso titolo anche in Germania nel 1999, anno in cui viene distribuito anche in Italia con il titolo I love Japan - Milva ha incontrato Shinji, su etichetta GO! Music.
L'album non è presente sulle piattaforme digitali e sui servizi di streaming.

## Tracce
1. Fammi luce (con Shinji Tanimura)
2. Gli occhi del tempo
3. Un viaggio per tornare
4. No uomini no
5. Il cuore stranamente
6. Le itam
7. Aspettando l'alba
8. Campione
9. Il giorno giusto
10. Bye Bye Bye
11. Morire d'amore (con Shinji Tanimura)
12. Quando nevica nel cuore